# Morenada
A Morenada (Dança dos Escravos Negros) é um estilo de dança e música dos Andes bolivianos caracterizado por uma mistura de elementos africanos e indígenas. As origens dessa dança são motivo de debate entre especialistas do assunto: as três principais hipóteses dizem que pode ter sido inspirada nos escravos africanos levados à Bolívia para trabalhar nas minas de prata de Potosí; outra teoria diz que ela teria sido inspirada na comunidade afro-boliviana dos Yungas e a terceira principal teoria liga essa dança com a cultura aimará devido ao fato de pinturas terem sido encontradas em cavernas nas praias do Lago Titicaca na península de Taraco.
Em 2011, foi decretado que a Morenada é Patrimônio Cultural Imaterial do Estado Plurinacional da Bolívia; de acordo com o governo, essa medida foi tomada para impedir tentativas dos países vizinhos de se apropriarem da dança.

## Origens
Existem várias teorias sobre as origens desta dança, sendo essas as três principais hipóteses:

### Teoria da escravidão de africanos em Potosí

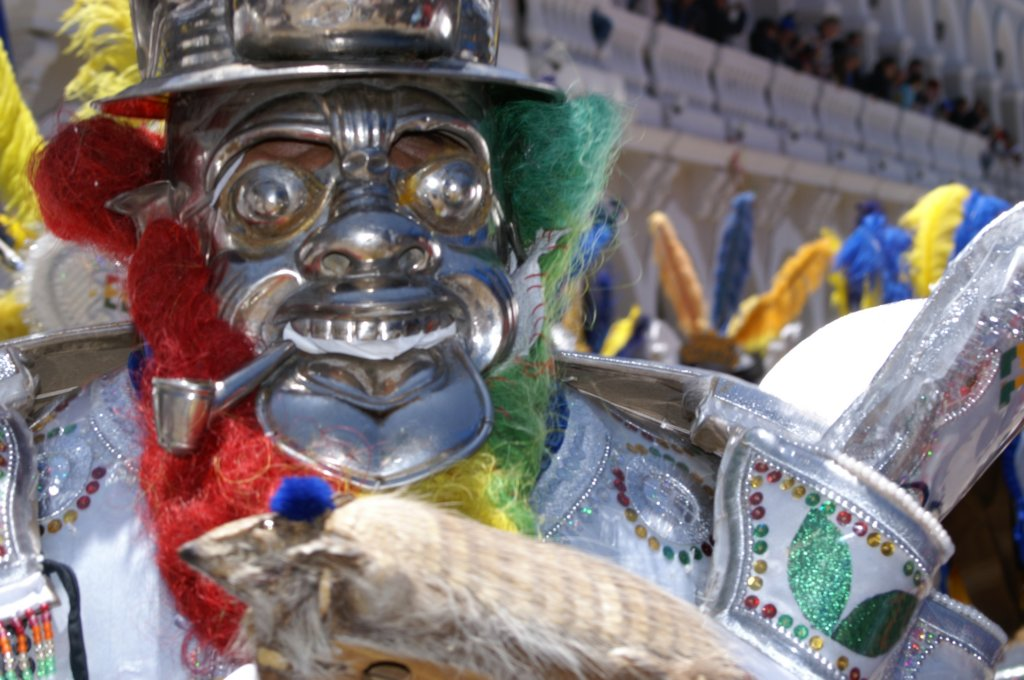
Máscara de morenada apresentando traços exagerados para representar o estado físico.

A teoria mais difundida é a de que a dança foi inspirada pelos sofrimentos dos escravos africanos trazidos para a Bolívia para trabalhar nas minas de prata de Potosí. A enorme língua das máscaras escuras representa o estado físico desses mineiros e o barulho das matracas é frequentemente associado com o barulho das correntes que prendiam os cativos. Porém, não há evidência de que esses escravos trabalhavam nas minas, apesar de haver muita evidência de que eles trabalhavam na Casa da Moeda da Bolívia na produção de moedas e no serviço doméstico.

### Teoria da comunidade afro-boliviana nos Yungas

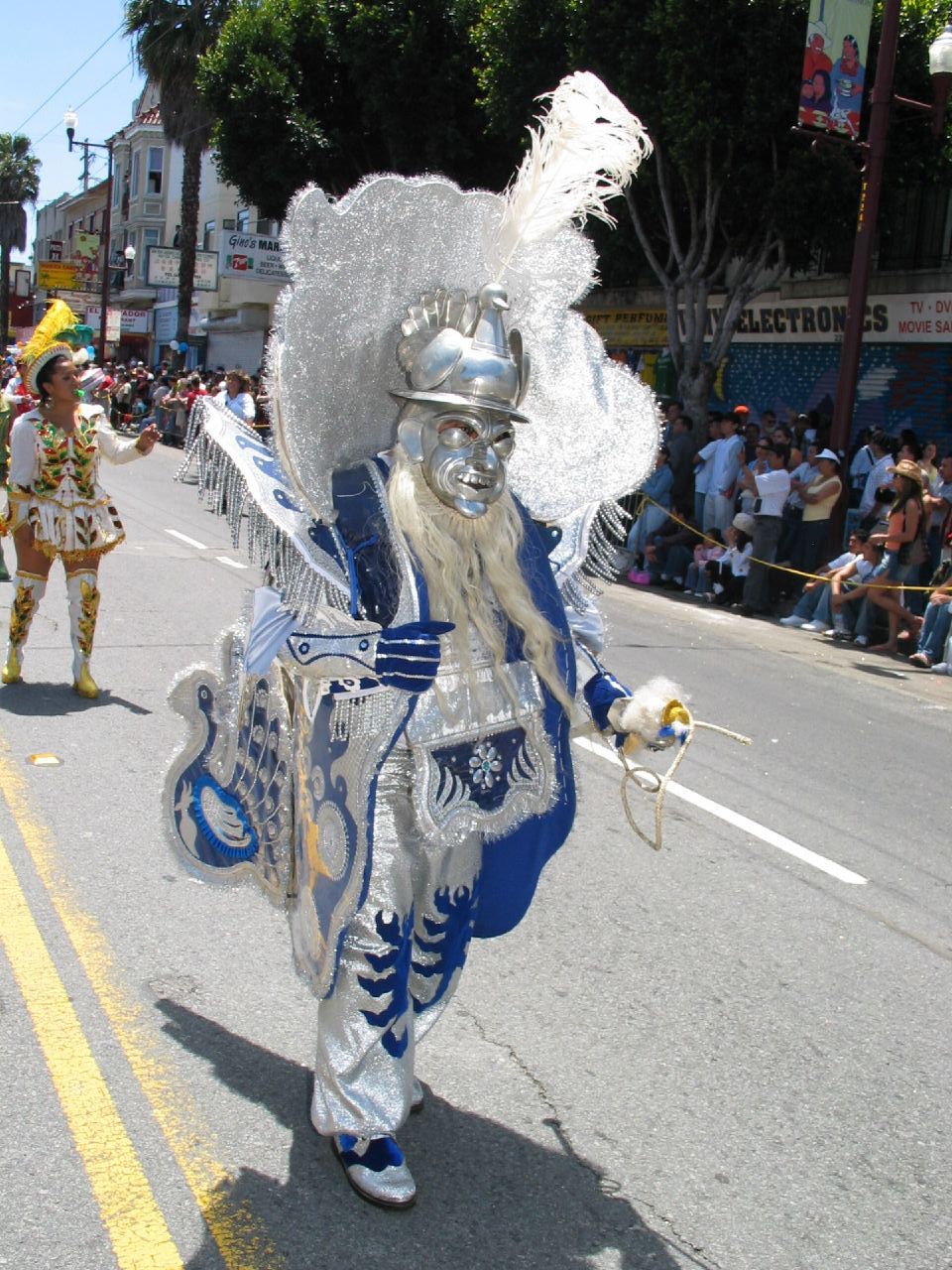
Dançarino de morenada durante um festival em São Francisco nos Estados Unidos vestindo uma fantasia de barril.

Uma segunda teoria relaciona a morenada com os afro-bolivianos da região dos Yungas e a estampagem de uvas para a produção de vinho. De acordo com esta teoria, as fantasias de barril dos morenos representam os barris que contêm os vinhos. Porém, nunca houve cultivo de vinho nos Yungas. À primeira vista, isso faz a teoria parecer extremamente improvável, mas as letras cantadas na morenada contêm indícios quanto ao cultivo de vinho por um longo tempo. Além disso, ao se pesquisar a história longe o suficiente, é possível descobrir que haviam afro-bolivianos trabalhando em vinhedos — em outras regiões, como em Chuquisaca.

### Teoria das pinturas rupestres no Lago Titicaca

Pintura rupestre em Chirapaca, Província de Los Andes retratando o que se acredita ser dançarinos de morenada entre os séculos 17 e 18.

A terceira teoria relaciona a morenada com a cultura aimará do Lago Titicaca. Lugares como Achacachi reivindicam ser o lugar da origem da "Dança do Peixe", como a morenada é também chamada nesta região. Alguns murais de 200–300 anos foram encontrados na região, mostrando dançarinos de morenada e há ainda uma forte tradição de fazer trajes de morenada elaboradamente bordados. Os trajes multicoloridos da morenada são um pouco parecidos com os dos dançarinos de tinku.